# Yue Qi
Yue Qi est une spécialiste en nanotechnologie et physicienne américaine d'origine chinoise, spécialisée dans les sciences computationnelles des matériaux à l'Université Brown. En 1999, elle a remporté le prix Feynman en nanotechnologie catégorie théorie, en association avec William Goddard et Tahir Cagin, pour « le travail de modélisation du fonctionnement de la conception de machines moléculaires ».

## Éducation
Qi est diplômée de l'Université Tsinghua avec une double licence en science des matériaux et en informatique en 1996. En tant qu'étudiante diplômée dans le laboratoire de William Goddard au California Institute of Technology, elle travaille sur la modélisation moléculaire, notamment dans les nanofils et les métaux liquides binaires. Elle obtient son doctorat en science des matériaux en 2001. Sa thèse s'intitulait "Molecular dynamics (MD) studies on phase transformation and deformation behaviors in FCC metals and alloys".

## Carrière
En 2001, Qi devient chercheuse scientifique chez General Motors Research and Development, où elle est reconnue pour ses travaux sur la tribologie interfaciale et la modélisation multi-échelle de la plasticité de l'aluminium. Ses recherches ont porté sur l'utilisation de l'analyse computationnelle des joints de grains pour améliorer la résistance et la flexibilité des panneaux d'aluminium, ainsi que sur les applications énergétiques telles que la modélisation des membranes échangeuses de protons dans les piles à combustible et l'étude des accumulateurs lithium-ion. Qi avait déjà effectué un stage chez General Motors en tant qu'étudiante diplômée, et rejoint l'entreprise après son diplôme. Elle a déclaré qu'elle était l'une des rares personnes dans l'entreprise à avoir une formation en physique plutôt qu'en ingénierie. À partir de 2009, elle donne également des cours à l'Université de Windsor,.
En 2013, elle rejoint la faculté du département de génie chimique et de science des matériaux de l'Université d'État du Michigan. Son programme de recherche se concentre sur la simulation des matériaux pour l'énergie propre, y compris les études de théorie fonctionnelle de la densité de la diffusion et les effets de la déformation mécanique dans les batteries lithium-ion. Pendant cette période, elle devient également vice-présidente du chapitre du Michigan de l'American Vacuum Society. À partir du 1er juillet 2020, elle rejoint l'Université Brown en tant que professeure d'ingénierie.
Qi a également participé à de nombreux programmes de sensibilisation aux sciences pour les jeunes, tels que le Sally Ride Science Festival for Girls. En juin 2018, elle est nommée première doyenne associée pour l'inclusion et la diversité au College of Engineering de l'université d'État du Michigan.

## Prix et distinctions
Qi reçoit de nombreux prix en reconnaissance de son travail sur la science computationnelle des matériaux, aussi bien pendant son séjour chez General Motors que dans le milieu universitaire. Son premier prix est décerné en 1999, où elle remporte le prix Feynman en nanotechnologie aux côtés de William Goddard et Tahir Cagin. Elle remporte ensuite plusieurs prix John Campbell pendant son séjour chez General Motors. En 2017, Qi remporte la médaille Brimacombe de la Minerals, Metals & Materials Society en reconnaissance de ses contributions scientifiques dans le domaine de la théorie computationnelle des matériaux.

### Autres prix
2013 FMD Young Leaders Professional Development